# Карпенко, Вячеслав Михайлович
Вячеслав Михайлович Карпенко (род. 23 февраля 1938) — российский писатель, живёт в Калининграде.

## Биография
Родился 23 февраля 1938 года в Харькове в семье кадрового офицера. Отец, командир отдельного сапёрного батальона, погиб в период Великой Отечественной войны. В начале Великой Отечественной войны Вячеслав Карпенко был эвакуирован в Челябинск, где в 1955 году окончил среднюю школу. По окончании школы работал в геологических экспедициях (республика Коми, Эстония, Карелия) рабочим, вычислителем, буровым мастером. Учился в Ленинградском мореходном училище. Отслужил в армии. Ходил в море матросом, коком, мотористом, механиком в Мурманске и Калининграде.
Творческую работу начал в газете «Калининградский комсомолец» в 1965 году.
Активно участвовал в борьбе за сохранение королевского замка Кёнигсберг — организовал подписи и возмущение студентов в защиту памятника культуры. В ходе этой борьбы в 1966 году встречался в Москве с К. Симоновым, И. Эренбургом, Нобелевским лауреатом академиком П. Капицей и другими. Замок, тем не менее, был разрушен.
После этого Карпенко был вынужден уехать в Казахстан, где продолжил журналистскую работу в газетах и журналах («Новый фильм», «Простор») Алма-Аты. Учился заочно в ЛГУ.
Работал кочегаром на высокогорной космостанции ФИАНа. Почти пять лет служил егерем в горах Тянь-Шаня. Опубликовал в «Литературной газете» статью о преступном «пользовании» землёй и её дарами и был уволен по сокращению штатов. Вернулся в газету. Затем — на космостанцию. Первая книга "Вожаки" вышла в Алма-Ате в 1978 году. В 1984 г. был приняь в Союз писателей СССР.  Окончил в 1987 году Высшие литературные курсы при Литературном институте им. Горького в Москве. После окончания заведовал отделом критики журнала «Простор», был членом редколлегии журнала.
Занимался литературным творчеством и искусствоведческой критикой (театр, живопись, кино) , сценарной работой в кино, переводил национальных писателей на русский язык.

В 1996 году вернулся в Калининград, привезя с собой полностью оборудованный и оснащенный «Другой театр». 
В 2001 году в серии «Русский путь» издательства «Янтарный сказ» вышла книга Вячеслава Карпенко «Истинно мужская страсть» (О людях и других животных).
Книга получила диплом «Артиады» (Национальный Артийский комитет, Москва) за 2001 г.
Первый кавалер серебряного «Ордена Мухи», памятного знака в честь художника Сергея Калмыкова (Алма-Ата, 1996). В 2005 году — первый лауреат премии им. К. Донелайтиса; отмечен медалью им. М. Шолохова, медалью и знаком «300 лет Балтийского флота». В 2006 — «Человек года» Калининградского конкурса «Человек. Событие. Время» (в номинации «Связь времён»), премия «Вдохновение» за книгу "Придорожник" (Калининград, 2010). Международной Федерацией русскоязычных писателей отмечен орденом "Культурное наследие" (2013). Региональная премия "Признание-2015" за роман "ВАСИЛИЙ СКУРАТОВ, сын Бектаса, внук Досымбета и Константина" (изд. ОГИ, М., 2014).
В 2000—2005 годы был председателем Региональной организации писателей Калининградской области (входит в Союз российских писателей), главным редактором журнала «Запад России».
В настоящее время — председатель Калининградского ПЕН-центра, член Исполкома русского ПЕН-центра, зав. литературной частью «Другого театра», главный редактор двуязычного (русско-литовского) журнала «Параллели». Член ассамблеи Совета писателей Балтики (Baltic Writers` Council), Международной Федерации русскоязычных писателей (МФРП).

## Основные произведения
- Сборник «Лик земли» (повести, рассказы, очерки) , 1978, 80, 81, 83, 85 гг., изд. «Жалын», А-Ата;
- «Вожаки» (повесть, рассказы), 1979, «Жалын», Алма-Ата;
- «Азиатский муфлон» (литзапись, рассказы), 1980, «Кайнар», А-Ата;
- «Ленкины сказки» (сказки, рассказы для детей), 1982, «Жалын», А-Ата;
- «Земля — наш дом» (Сборник. Книга для внеклассного чтения. Повесть), 1983, «Молодая гвардия», Москва, 200 тыс. экз.;
- «Рыба была большая» (Повести, рассказы), 1986, «Жалын», А-Ата;
- «Повесть одной жизни» (Роман, литзапись), 1987, «Жазушы», А-Ата;
- «Мой правый берег» (Повести, рассказы), 1989, «Жазушы», А-Ата;
- «Колючка» (Сказки), 1990, СП «Дастан», Чимкент;
- «По горам, по долам» (сказки), 199!, «Жалын», А-Ата;
- «Побег» (Повести, рассказы), 1992, «Балаусы», А-Ата;
- «Истинно мужская страсть» (О людях и других животных) в серии «Русский путь», (повести, рассказы, 32 а/л), 2001, «Янтарный сказ», Калининград;
- «Придорожник» (новеллы, стихи), серия «Библиотечка калининградского ПЕНа» (приложение к ж-лу «Параллели»), Калининград, 2007. 2010.
- «И мой сурок» (Книга для семейного чтения. Рассказы о животных), Калининград, 2011.
- "Завтра было вчера, книга предисловий", публицистика (Калининград, 2012)
- "ВАСИЛИЙ СКУРАТОВ, сын Бектаса, внук Досымбета и Константина", роман и рассказы (изд. ОГИ, Москва, 2014)

### Периодика
- ж-л «Новый фильм» (статьи, рецензии, новеллы), 1969-*71 г. Алма-Ата;
- журнал «Простор» (рассказы, повесть «Вечер встречи», главы романа, очерки, критические статьи), 1980, 1983-96 гг., Алма-Ата;
- к/сц. «Сестрички», 1982, «Казахфильм», 2 ч.;
- к\сц. «Это я вышел на улицу», 5 ч., 1991, Рига-video — МКЦ «Квантор» (А-Ата)
- «Новоселье в старом доме» Д.Исабеков (Перевод с каз., повесть, рассказы), 1986, «Советский писатель», Москва; «Хозяин очага» Р.Ниязбеков (с каз. повесть «Жауатар»), 1985, «Жалын», А-Ата, и др.;
- ж-л «Вильнюс» (рассказ), 1998, № 2; альм. «Baltia», Клайпеда 2001, 2007 (на литовск. яз.);
- ж-л «Запад России» (рассказы, эссе, стихи), 1998, *99, *02 гг.;
- ж-л «Балтика-Калининград» (рассказы, глава из повести), 2001 г., 2007.
- Антология калининградской поэзии. К-д, 2005.
- Антология калининградского рассказа. К-д, 2006, (рассказ «Яблоки»).

## Награды
- Серебряный "Орден Мухи" (памятный знак памяти художника Сергея Калмыкова, Алма-Ата, 1996)
- Премия имени К.Донелайтиса (Вильнюс, 2005)
- Премия «Вдохновение» (Калининград, 2010)
- Орден "Культурное наследие" (2013)
- Медаль «За заслуги перед городом Калининградом» (2015)[1]
- Премия "Признание" (2015)